# Система отделитель — короткозамыкатель
Система отделитель — короткозамыкатель — комбинация из отделителя и короткозамыкателя,
представляющая собой альтернативу высоковольтному выключателю.

## Принцип действия
При возникновении аварийной ситуации внутри защищаемой зоны (обычно защищаемым элементом является силовой трансформатор) и срабатывании релейной защиты (в частности газового реле трансформатора) подаётся сигнал на включение короткозамыкателя на напряжение и создание искусственного короткого замыкания в сети, на которую реагирует защита на головном высоковольтном выключателе. Последний срабатывает и отключает фидер, обесточивая всех потребителей от данного выключателя. В сетях с большим током короткого замыкания на землю обычно применяется однополюсный короткозамыкатель. В сетях с малым током замыкания на землю (сеть с изолированной нейтралью) используется двухполюсный короткозамыкатель, замыкающий две фазы линии на землю.
За время бестоковой паузы АПВ отключается отделитель, который находится в паре с соответствующим сработавшим короткозамыкателем. Для исключения разрыва отделителя под током имеется специальная блокировка в виде трансформаторов тока в цепи короткозамыкателя на землю и исполнительного элемента (обычно электромагнита, препятствующего срыва собачки с защёлки). При повторной подаче питания от головного выключателя повреждённый участок цепи уже будет отключен отделителем.

## Область применения
Система отделитель — короткозамыкатель применяется в высоковольтных сетях как с большим током замыкания на землю (сети с эффективно заземлённой нейтралью 110 кВ), так и в сетях с изолированной нейтралью (в основном сети 35 кВ).

## Преимущества
- Дешевизна — на данном присоединении достаточно иметь только один головной тяжёлый высоковольтный выключатель, а на отходящих фидерах — относительно дешёвые системы отделитель — короткозамыкатель.

## Недостатки
- Низкая надёжность — при неправильной работе отделителя без электроснабжения может оказаться много потребителей

## Современное состояние
На данное время система отделитель — короткозамыкатель считается морально устаревшей, не выпускается и заменяется на высоковольтные вакуумные или элегазовые выключатели. Применение отделителей и короткозамыкателей не допускается на подстанциях сети АО «KEGOC», ОАО «ФСК ЕЭС» и ОАО «МОЭСК».